# Burak (nome)
Burak  è un nome proprio di persona turco maschile.

## Origine e diffusione

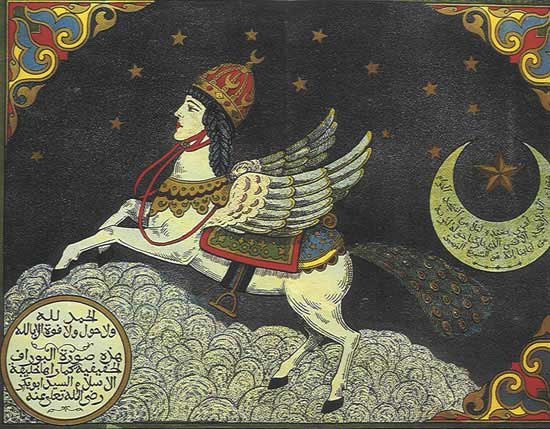
Burāq in una miniatura moghul del XVII secolo

Riprende il nome di Burāq o Burak, il destriero magico che, secondo la tradizione islamica, portò Maometto dalla Mecca a Gerusalemme. Etimologicamente, il termine deriva dall'arabo برق (barq), che significa "fulmine", la stessa radice da cui deriva il nome ebraico בָּרָק (Barak).

## Persone
- Burak Deniz, attore e modello turco
- Burak Eris, calciatore liechtensteinese
- Burak Eşlik, cestista turco
- Burak Kaplan, calciatore turco
- Burak Özçivit, attore e modello turco
- Burak Yeter, disc jockey e produttore discografico turco
- Burak Yılmaz, calciatore turco